# Iso-Läpsy
Iso-Läpsy är en ö i Finland. Den ligger i sjön Pielisjärvi och i kommunen Lieksa i den ekonomiska regionen  Pielinen-Karelen  och landskapet Norra Karelen, i den östra delen av landet, 400 km nordost om huvudstaden Helsingfors. Öns area är 59,2 hektar och dess största längd är 1,9 kilometer i sydöst-nordvästlig riktning.